# (1265) Schweikarda
(1265) Schweikarda est un astéroïde de la ceinture principale découvert le 18 octobre 1911 par l'astronome allemand Franz Kaiser qui lui donna le nom de naissance de sa mère, Schweikard.

## Historique
Le lieu de découverte, par l'astronome allemand Franz Kaiser, est Heidelberg.

## Sources

## Compléments